# Elmar Bigger
Elmar Bigger né le 5 octobre 1949 à Vilters est une personnalité politique suisse membre de l'Union démocratique du centre. Il est agriculteur de profession.

## Biographie
Il est élu au Conseil national en 2007 comme député représentant le canton de Saint-Gall.